# Rikimaru Tōhō
Rikimaru Tōhō  (東方力丸?, Tōhō Rikimaru) (Kagoshima, 3 marzo 1974) è un attore, doppiatore e artista di strada giapponese.
È diventato noto come lettore di fumetti (漫読家?, mandokuka) per le sue esibizioni in pubblico in cui recita ad alta voce fumetti giapponesi. Ha improvvisamente smesso di esibirsi nel 2017.

## Biografia
Rikimaru Tōhō è nato nel 1974 a Kagoshima nell'omonima prefettura, ma cresciuto a Chigasaki nella prefettura di Kanagawa). Durante gli anni della scuola è stato vittima di bullismo, esperienza che secondo Tōhō stesso ha segnato profondamente la sua personalità rendendolo molto introverso: dopo il diploma di scuola superiore è riuscito a lavorato come arubaito (contratto a ore) per un anno, ma poi si è rinchiuso in casa come hikikomori per almeno un altro anno.
In quel periodo Tōhō sviluppa il desiderio di diventare attore o doppiatore, ma non riesce a trovare la forza per iscriversi a una scuola di recitazione e per sostentarsi torna a lavorare come arubaito. È solo intorno al 2001, a 27 anni di età, che ha l'idea di unire il suo desiderio di recitare con la giovanile passione per fumetti e cartoni animati iniziando a esibirsi per strada nel fine settimana, al parco di Inokashira di giorno e all'uscita della stazione di Shimo-Kitazawa di notte, come lettore di fumetti. Tōhō stende a terra un telone blu dove espone fino a 100 volumi di numerosi fumetti giapponesi che il cliente può scegliere a suo piacimento: il lettore fa sedere i clienti su degli sgabelli e legge davanti a loro il fumetto scelto in maniera molto teatrale, sfogliando le pagine e differenziando i personaggi con un ampio ventaglio di voci dal falsetto al grave; di notte la lettura può essere accompagnata da una torcia elettrica per illuminare le pagine o sottolineare momenti particolarmente drammatici. Le performance, benché spesso gridate, presentano un carattere molto intimo poiché il lettore e gli spettatori siedono vicini, in un circoletto molto ristretto. Il suo aspetto peculiare (alto e magro, con lunghi capelli scuri mossi e un asciugamano legato intorno alla testa) gli fa guadagnare il soprannome di "Gesù di Shimo-Kitazawa", un quartiere di Setagaya (Tokyo) molto celebre per la sua vita mondana.
La sua fama si estende grazie al passaparola: a partire dal 2005 comincia a partecipare come ospite e comico a numerosi programmi televisivi e diventa pian piano una personalità significativa dell'Akiba-kei ("stile Akihabara", influenzato dalla cultura pop nipponica), influenzando altri attori e performer. Ha ricevuto il permesso ufficiale dal fumettista Yoshikazu Ebisu di leggere in pubblico le sue opere. Il 17 gennaio 2009 l'attore comico Tiger Fukuda si esibisce in un'imitazione di Tōhō nel programma comico The iromonea sul canale televisivo TBS, un segnale della sua notorietà.
Tōhō ha improvvisamente smesso di esibirsi in pubblico il 29 luglio del 2017 a seguito di quelli che sembrano essere stati gravi problemi con il vicinato dopo una sua esibizione, probabilmente causati da una ubriacatura molesta; l'artista aveva scritto al proposito alcuni tweet sconclusionati che ha poi cancellato. Il suo blog è stato chiuso e la pagina Twitter non viene più aggiornata 14 dicembre 2018.

## Problemi
L'attività di lettore di fumetti ha reso celebre Tōhō all'interno della comunità otaku, ma ha avuto ripercussioni negative sulla sua vita.
Poiché per le sue performance non chiedeva nulla se non offerte volontarie (preferibilmente da ¥500 in su), Tōhō ha vissuto per lungo tempo in stato di indigenza (ha raccontato di aver faticato a pagare affitto e bollette e di aver riparare i suoi occhiali rotti con nastro isolante). Per mantenersi lavorava saltuariamente con grande dispiacere in aziende edili con contratti hiyatoi (da un solo giorno), ma veniva vessato e ridicolizzato dai suoi colleghi quando questi scoprivano la sua arte di strada.
Tōhō non ha mai ottenuto la licenza come heaven artist (il riconoscimento professionale come artista di strada da parte della Prefettura di Tokyo), quindi de facto ha sempre lavorato in nero. Le sue performance di lettura ad alta voce non autorizzate hanno a volte causato le ire del vicinato o dei passanti, sia per il rumore sia per gli assembramenti di pubblico, spingendo l'artista a comportarsi con grande discrezione e pulendo accuratamente la sezione di marciapiede occupato dopo ogni sua esibizione.
Nell'aprile del 2006 Tōhō ha partecipato a una puntata del programma televisivo Zubari iu wa yo!! sul canale TBS dedicata al fenomeno dei NEET insieme a vari altri ospiti, ma viene accusato da alcuni spettatori di essere un impostore dato che non è mai stato "veramente" un NEET e, negli anni di maggior successo, è riuscito a guadagnare l'equivalente di un normale stipendio grazie alla popolarità come mandokuka e ai vari lavori in televisione e come doppiatore.

## Attività

### Televisione online
- 2011 - Shimo-Kitazawa no Christ - Tōhō Rikimaru wo sagase! (下北沢のキリスト 東方力丸を探せ！?); documentario su WWS Channel celebrativo per la vittoria del fumetto Morishige dynamic di Makiru Momoto del XXXIV Premio Shōgakukan per nuovi autori di fumetti[8].

### Recitazione

#### Film
- 2008 - Shiro karasu (白カラス?)
- 2009 - Kani kōsen (蟹工船?)
- 2009 - King of Comedy - Dai 5 kai kandoku live 「gokai」 (キングオブコメディ 第5回単独ライブ「誤解?); film del duo comico King of Comedy, Rikimaru Tōhō appare nelle scene girate a Shimo-Kitazawa.

### Doppiaggio

#### Cartoni animati
- 2009 - Jigoku Kōshien (地獄甲子園?); OVA tratto dallo stesso fumetto di Man☆Gatarō da cui è stato tratto anche il film dal vivo Battlefield Baseball.

#### Pubblicità
- Basilisk: I segreti mortali dei ninja
- Speed Grapher